# Lava

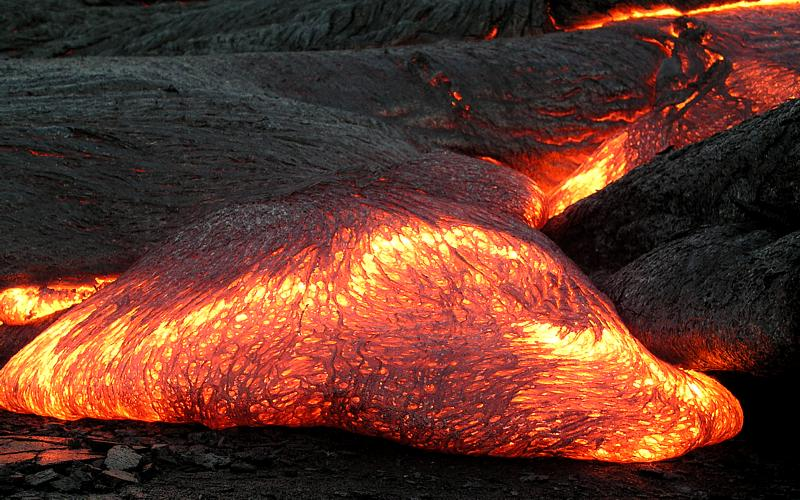
Pahoehoe toe

La lava es magma que, durante su ascenso a través de la corteza terrestre, alcanza la superficie. Cuando sale a la superficie, la lava suele tener temperaturas que oscilan entre 850 °C (1562 °F) y 1200 °C (2192 °F). A diferencia del magma que enfría lentamente a grandes profundidades, la lava experimenta:
- Presiones atmosféricas que hacen que pierda los gases que contenía durante su ascenso.
- Temperaturas ambientales responsables de un rápido enfriamiento. La distinción más evidente entre ambas es que la roca formada a partir de magma (rocas plutónicas) tiene cristales que suelen distinguirse a simple vista (textura fanerítica), mientras que una roca formada a partir de lava tiene cristales que no se distinguen a simple vista (textura afanítica o vítrea).

A pesar de su alta viscosidad, unas 100.000 veces la del agua, puede fluir recorriendo largas distancias antes de enfriarse y también solidificarse. Al solidificarse, la lava forma rocas ígneas. El término lava fluida se refiere a la formación solidificada, mientras que la que aún tiene roca fundida se denomina lava fluida activa. La palabra lava proviene del italiano y deriva del latín labes que significa caída, declive, o penetrar. El término fue usado por primera vez por Francesco Serao para referirse a la expulsión de magma en la erupción del Vesubio que ocurrió entre el 14 de mayo y el 4 de junio de 1737.
Debido a su formación a partir de roca viscosa fundida, las erupciones y coladas de lava crean formaciones distintivas y características topográficas especiales, desde el nivel macroscópico al microscópico.

## Volcanes

El Monte Fuji es un cono volcánico compuesto de andesita basáltica.

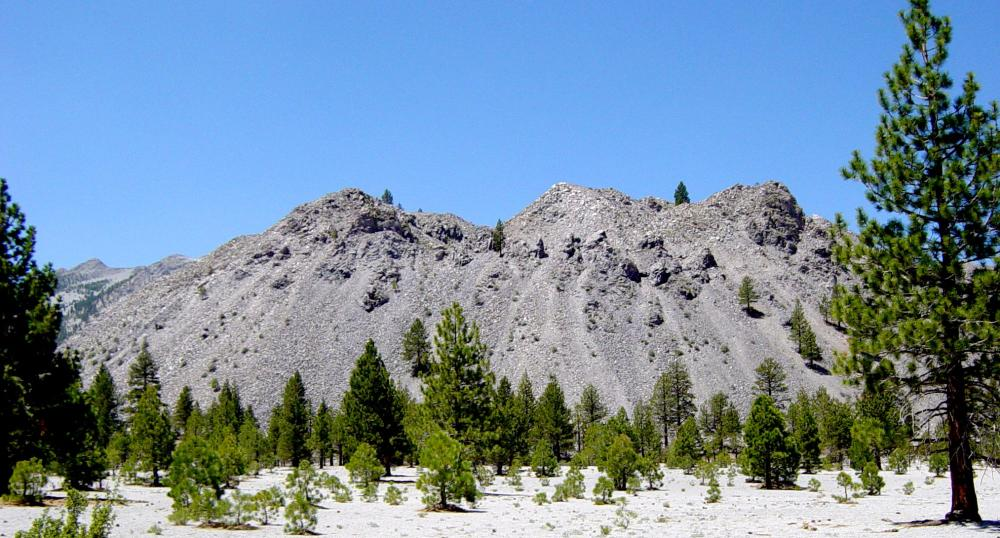
Uno de los cráteres Mono, ejemplo de domo riolítico.

Los volcanes son la primera formación creada por la erupción de lava y pueden ser de muchos tipos, desde volcanes lisos y superficiales de basalto hasta laderas de ceniza escalonada y conos de lava típicos de andesita y riolita.
Los volcanes pueden formar calderas si el cono se colapsa hacia dentro formando un cráter. Estas características a menudo forman lagos en el mismo, formando luego la lava en él una isla que es el nuevo cono.

## Domos de lava
Los domos de lava son una masa de lava cuya viscosidad le impide descender por los flancos del volcán y que se acumula en lo alto de la chimenea de alimentación.

## Tubos de lava
Los tubos de lava o tubos volcánicos son túneles formados en el interior de coladas lávicas mientras ésta fluye.
La superficie de la colada, al entrar en contacto con el aire (que está mucho más frío) se solidifica creando un excelente aislante térmico para que el flujo de lava líquida pueda mantener su temperatura en el subsuelo. Esto es un mecanismo muy corriente en la mayoría de coladas basálticas, y permite a la lava alcanzar distancias elevadas, llegando incluso a desaguar en el mar habiendo fluido únicamente por el interior del tubo.

## Cascadas y fuentes de lava
Las erupciones de lava son afectadas en ocasiones por peculiaridades que les producen mayor grandeza. Ha habido casos en que la corriente de lava se ha precipitado por un precipicio de gran altura, produciendo una cascada resplandeciente, superando (en anchura y descenso perpendicular) a las Cataratas del Niágara. En otros casos la lava, en lugar de fluir hacia abajo por la ladera de la montaña, ha ascendido primero en forma de fuente hasta alturas de cien metros o más. Aunque un río de lava es mucho más flexible que el hielo de un glaciar, en los dos casos puede producirse una sobre excavación (una especie de badén o cubeta, que da origen a una depresión en el perfil longitudinal, tanto de la [colada de lava] como del valle glaciar). Esta semejanza se debe a la fluidez y rapidez de una corriente de lava por un lado y, aunque parezca paradójico, a la lentitud y fuerza erosiva del hielo.

## Lagos de lava
En casos excepcionales, un cono volcánico puede llenarse de lava pero sin entrar en erupción. La lava que llena la caldera se conoce como un lago de lava. Los lagos de lava no suelen durar mucho, o bien retornan a la cámara magmática una vez la presión disminuye (por haber liberado los gases por la caldera) o bien entrando en erupción en coladas de lava o erupciones de piroclastos.
Hay únicamente unos pocos sitios en el mundo donde existen lagos permanentes de lava. Entre ellos están:
- Monte Erebus, Antártida
- Volcán Kīlauea, Hawái
- Erta Ale, Etiopía
- Monte Nyiragongo, República del CongoʻAʻā junto a lava pāhoehoe lava en los 'Cráteres de la Luna'.

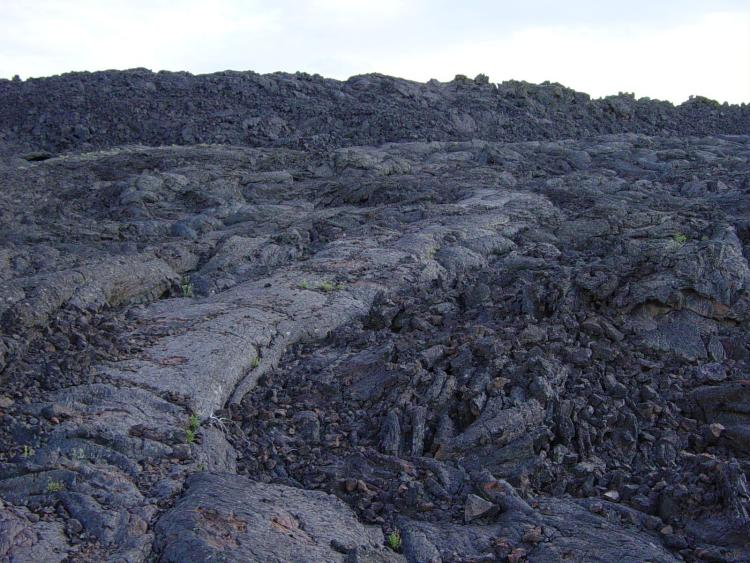
ʻAʻā junto a lava pāhoehoe lava en los 'Cráteres de la Luna'.

- Volcán Villarrica, Chile
- Volcán Masaya, Nicaragua

## Composición de las rocas volcánicas
Las rocas formadas a partir de lava volcánica forman las rocas volcánicas, de la familia de las rocas ígneas (formadas a partir de magma), donde también están las rocas plutónicas o intrusivas.
Las rocas formadas por la lava de distintos volcanes, difieren mucho en su apariencia y composición. Si una colada riolítica se enfrió rápidamente, puede convertirse en obsidiana. Si queda con burbujas de gas, la misma lava puede formar pumita. En cambio, enfriándose lentamente, forma la riolita.

## Imágenes

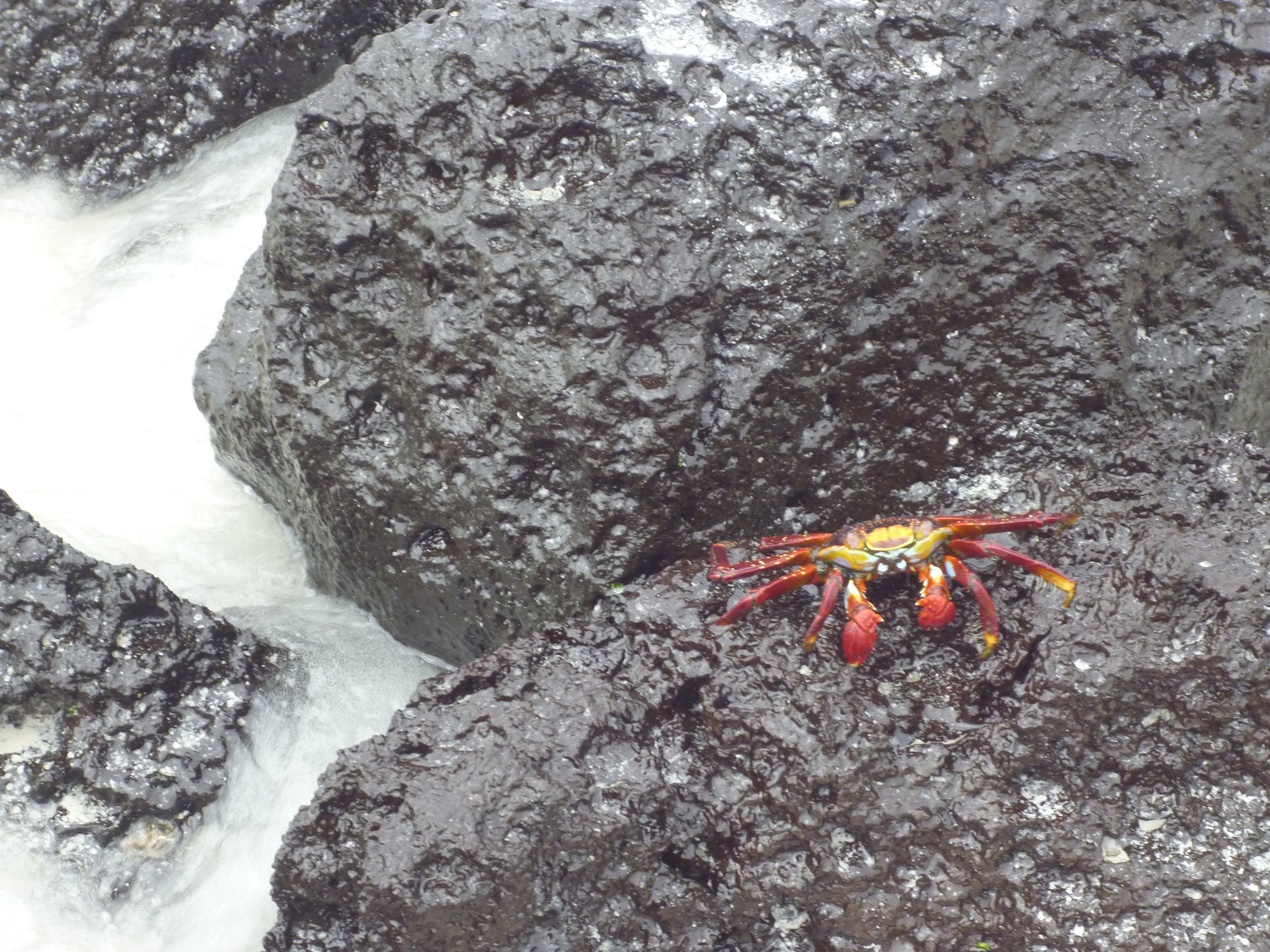
Grapsus grapsus, en la Bahía Tortuga,rocas volcánicas, Santa Cruz, Galápagos
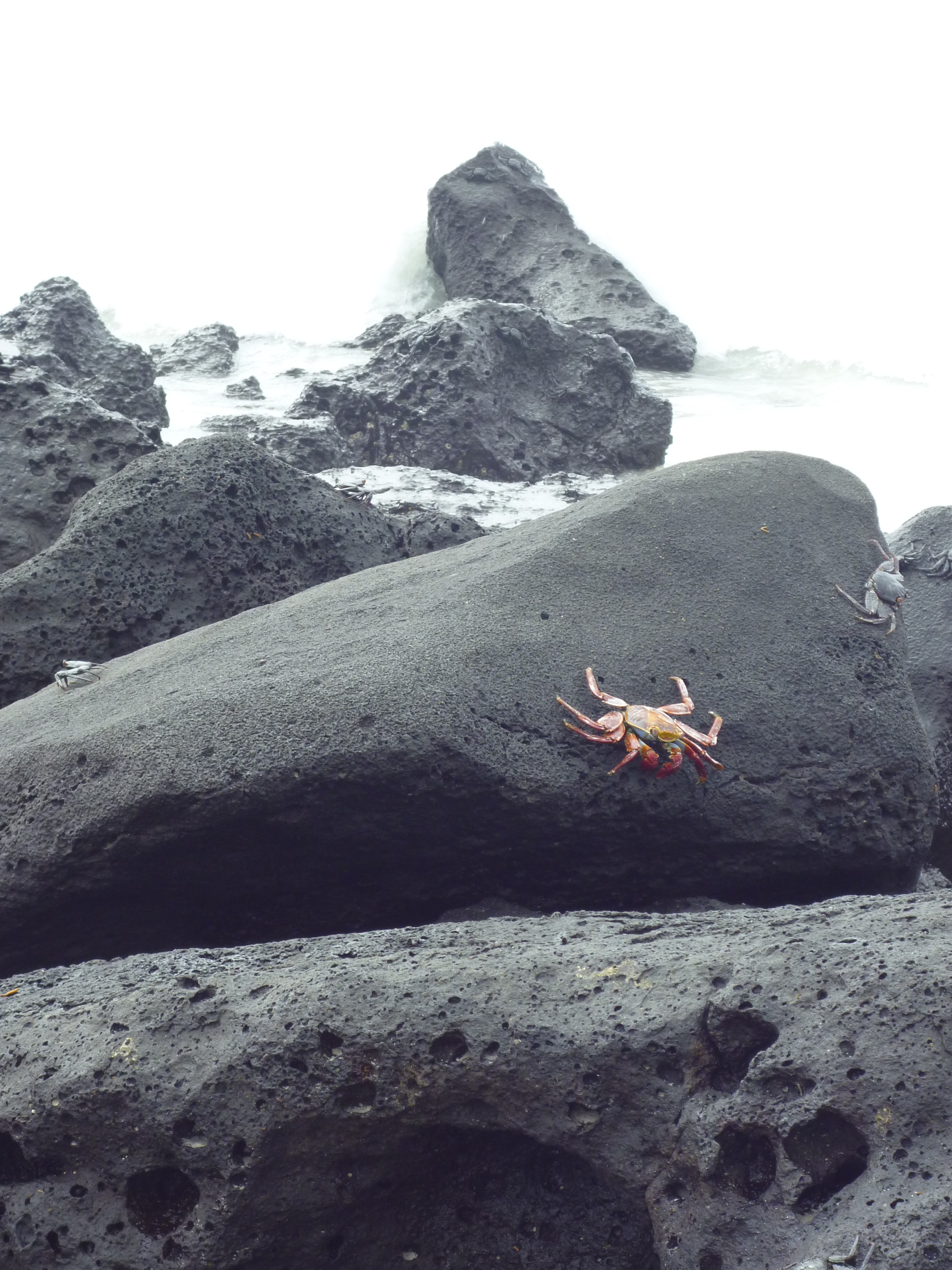
Grapsus grapsus, rocas volcánicas, en la Bahía Tortuga, Santa Cruz Galápagos

## Lavas inusuales
Existen tres tipos inusuales de rocas volcánicas provenientes de erupciones:
- Las lavas carbonatítica y natrocarbonatítica han aparecido en el volcán Ol Doinyo Lengai de Tanzania, que es el único ejemplo de volcán carbonítico activo.
- Se han encontrado lavas sulfurosas en Chile y Perú.
- Se cree que lavas de óxido férrico son el origen del mineral de hierro de Kiruna, Suecia, provenientes de una erupción en el Proterozoico, y se asocian en Chile con rocas ígneas altamente alcalinas.